# Oberleitungslastkraftwagen

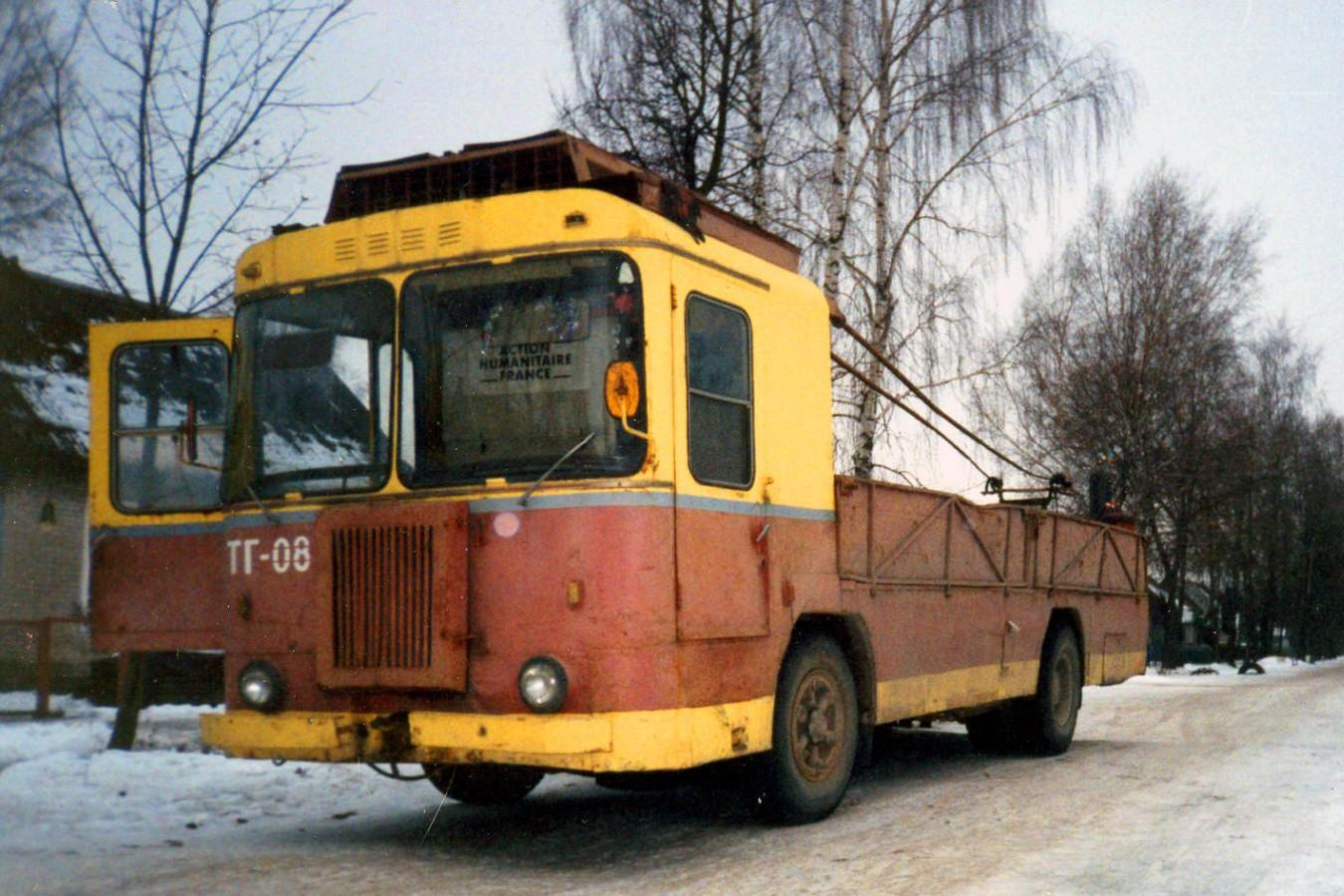
Ein Oberleitungslastkraftwagen des sowjetischen Typs TG-08 im russischen Brjansk

Ein Oberleitungslastkraftwagen, auch Oberleitungslastwagen oder veraltet Gleislose Bahn genannt, ist ein elektrisch angetriebener Lastkraftwagen, der seinen Fahrstrom über Stromabnehmer aus einer Oberleitung bezieht. Er ist damit streckengebunden, aber nicht spurgeführt. Technisch verwandt ist er mit dem Oberleitungsbus (O-Bus, Trolleybus), häufig werden auch die Bezeichnungen Güteroberleitungsbus, Güterobus beziehungsweise Gütertrolleybus verwendet.
Eine neuere Entwicklung ist der Oberleitungs-Hybrid-Lkw (OH-Lkw) oder kurz Hybrid-Lkw. Er ist eine Kombination aus Elektrolastkraftwagen und Oberleitungs-LKW, da er über Antriebsbatterien verfügt, die während der Fahrt über die Oberleitung geladen werden. Er kann daher auch Teile seiner Strecke ohne Oberleitung zurücklegen. Das Gegenstück im Personenverkehr ist der Duo-Bus.
Ebenfalls verwandt ist die spurgeführte Güterstraßenbahn.

## Funktionsprinzip
Ein Oberleitungs-Lastkraftwagen ist wie ein konventioneller Lastkraftwagen aufgebaut, wird jedoch von einem oder mehreren Elektromotoren oder mit Hybridantrieben angetrieben. Die für den Antrieb benötigte Energie bezieht er aus einer über der Straße oder dem Gelände gespannten zweipoligen Gleichstrom-Oberleitung. Die Stromabnehmer werden durch starke Zugfedern an die Oberleitungen gepresst.
Oberleitungs-Lastkraftwagen können, je nach Elektromotor, Beschleunigungen erreichen, die auch voll beladen über herkömmlichen Lastkraftwagen liegen. Sie sind deshalb auch in topografisch schwierigen Gegenden einsetzbar und erweisen sich dort dieselgetriebenen Lastkraftwagen als überlegen. Besonders auf Straßen mit extremen Steigungswerten sind Oberleitungslastkraftwagen im Vorteil.
Diese Strecken können mit verbrennungsmotorgetriebenen Fahrzeugen nur schwer befahren werden. Die benötigten Drehmomente werden nur erreicht, wenn die Getriebeübersetzungen derart groß eingestellt werden, dass die Motoren bei relativ geringen Geschwindigkeiten fast ständig auf ihrer höchsten Drehzahl laufen. Der elektrische Antrieb ist die einzige praktikable Alternative, sobald die im Durchschnittsbetrieb erforderlichen Drehmomentwerte eine gewisse Schwelle überschreiten. Oberleitungslastkraftwagen sind streckengebunden, jedoch nicht spurgebunden, sondern können sich auf dem durch die Fahrleitung vorgegebenen Fahrweg so flexibel bewegen wie andere Lkw und Omnibusse und Hindernisse umfahren.
Muldenkipper nutzen in Bergwerken oft Oberleitungen zur Stromzufuhr. Solche Strecken werden aus finanziellen Gründen nur in großen Tagebauen angelegt und nur von Schwerkraftwagen mit dieselelektrischen Antrieb benutzt. Das ist meist bei Fahrzeugen ab einer Nutzlast von 100 Tonnen der Fall. Die Strecken müssen aufgrund hoher Investitionskosten mehrere Jahre benutzbar sein. Ein ausreichend großes Gelände muss zur Verfügung stehen, da die Strecke meist nur in eine Richtung befahren wird und oft für die Berg- und Leerfahrten eine weitere Fahrspur zur Verfügung gestellt werden muss.
Der Muldenkipper fährt direkt unter die Oberleitung und der Kraftfahrer gibt dann manuell das Signal zum Herausfahren der Stromabnehmer. Nach dessen Kontakt mit der Oberleitung regelt die Elektronik des Fahrzeugs den Dieselantrieb herunter, die Radnabenmotoren werden über die Oberleitung direkt mit Strom versorgt. Am Ende der Strecke stellt die Fahrzeug-Elektronik den dieselbetriebenen Motor wieder auf die gewünschte Leistung ein und der Muldenkipper fährt wieder mit Dieselantrieb. Die Strecke kann von mehreren Fahrzeugen gleichzeitig benutzt werden, ein seitliches Ein- oder Herausfahren ist jederzeit möglich.

## Geschichte

1903: ein früher russischer Oberleitungs-Lastkraftwagen in Sankt Petersburg

### Deutschland

#### Schiemann’sche Güter-Traktoren im Deutschen Reich
Während das Elektromote von 1882 ausschließlich der Personenbeförderung diente, gilt die von Königstein in der Sächsischen Schweiz ausgehende Bielatalbahn als erstes Einsatzgebiet von Oberleitungs-Lastkraftwagen. Tatsächlich handelte es sich bei diesen vom Ingenieur Max Schiemann entwickelten Fahrzeugen jedoch eher um elektrische Traktoren, sie zogen antriebslose Anhänger hinter sich her. Die Gütertransporte auf der 2,8 Kilometer langen Bielatalbahn bedienten in erster Linie die Papierfabrik in Hütten, parallel dazu wurde auf der Strecke Personenverkehr zum Kurbad Königsbrunn durchgeführt. Die Anlage bestand von 1901 bis 1904.
Von 1903 bis 1907 fuhren auf der Kalkbahn Grevenbrück solche Oberleitungs-Traktoren. Die Strecke war ausschließlich für den Transport von Kalkstein vom Steinbruch zum Bahnhof Grevenbrück gebaut worden. Zum Einsatz kamen ein Motorwagen und verschiedene Anhänger. Die 1½ Kilometer lange Strecke wies Steigungen von über vier Prozent auf. Die Verlegung des Steinbruchs führte zur Stilllegung. Außerdem verkehrte von Grevenbrück aus die Veischedetalbahn, auf der in den Anfangsjahren zusätzlich zum Personenverkehr ebenfalls Güterverkehr durchgeführt wurde.
Im Rheinland verkehrte von 1904 bis 1908 die Gleislose Bahn Monheim–Langenfeld, auch sie wurde sowohl im Personen- als auch im Güterverkehr betrieben. Aufgrund der starken Beschädigungen der Straßen durch die schweren Fahrzeuge wurde die Bahn bereits nach vier Betriebsjahren durch einen Eisenbahnbetrieb, die heute noch existierenden Bahnen der Stadt Monheim, ersetzt.
In Wurzen transportierte die Industriebahn Wurzen von 1905 bis 1929 Güter. Zwischen 1905 und 1914 kam das Transportmittel auf der Mühlenbahn Großbauchlitz (heute Döbeln) zum Einsatz. Auf der Hafenschleppbahn Altona verkehrten von 1911 bis 1949 zwischen dem Hafen und dem damaligen Bahnhof Altona elektrische Schleppfahrzeuge. Die vier Fahrzeuge ersetzten bzw. ergänzten den Pferdevorspann auf dem steilen Anstieg vom Elbufer zum Bahnhof.

Die Kalkbahn Grevenbrück
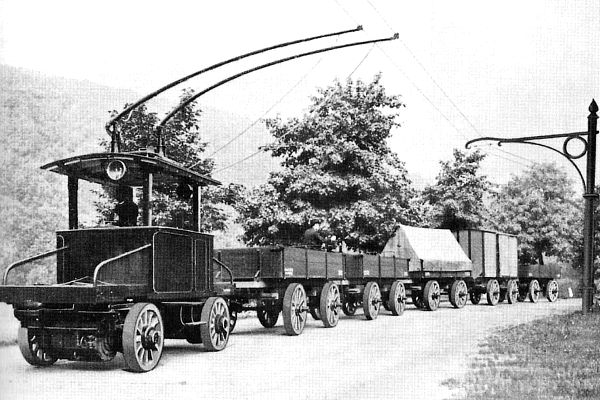
Die gleislose Bahn Monheim–Langenfeld
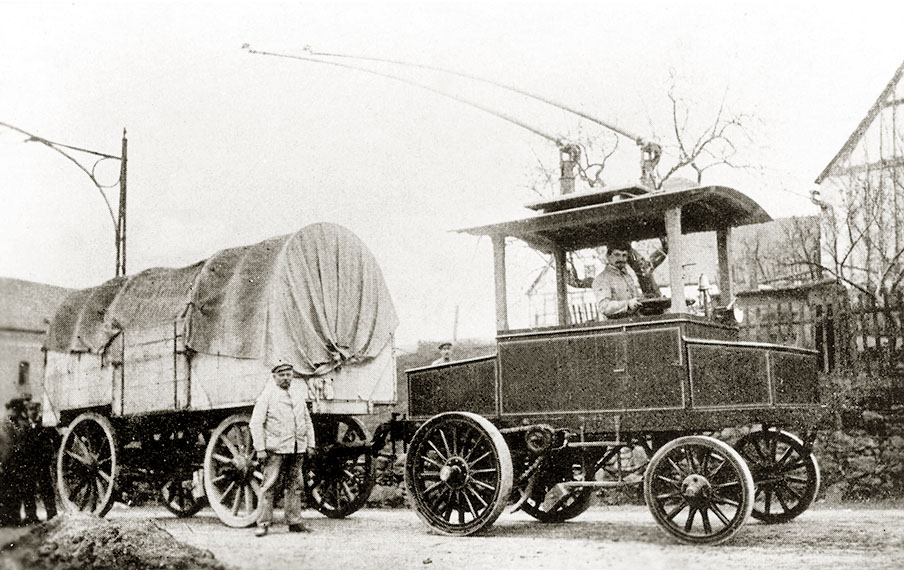
Die Mühlenbahn Großbauchlitz

#### Landsberg an der Warthe
Beim Landsberger O-Bus-Betrieb war eine elektrische Zugmaschine der Firma Faun eingesetzt, die ihren Strom aus der O-Bus-Fahrleitung bezog. Mit diesem Fahrzeug wurden Kohlen vom Hafen an der Warthe zum E-Werk, zum Gaswerk und zur Landesanstalt befördert. Dafür wurde sogar noch eine über einen Kilometer lange Zweigleitung angelegt. Dieser Güterverkehr bestand nur von 1943 bis 1945.

#### Muldenkipper in der DDR
Im Braunkohlenkombinat Bitterfeld verkehrten zwischen 1984 und 1988 umgebaute sowjetische BelAZ-Kipper, die Elektroausrüstungen aus abgestellten Škoda 9Tr-O-Bussen erhalten hatten, als Oberleitungs-Lkw. In den Kalkwerken Elbingerode wurde von März 1988 bis Februar 1989 eine Anlage zum Transport von Gütern errichtet. Wegen wirtschaftlicher Existenzprobleme des Werkes während der Wende in der DDR führte der Oberleitungs-Lkw, ebenfalls ein BelAZ-Kipper, nur am 27. November 1989 eine Probefahrt durch.

### Österreich
In Österreich wurden Oberleitungs-Lastkraftwagen zwischen 1945 und 1951 in Sankt Lambrecht eingesetzt. Die Dynamit Nobel AG verwendete sie für den Werkverkehr vom Bahnhof Mariahof-Sankt Lambrecht nach Heiligenstadt. Auf der circa acht Kilometer langen Strecke kamen dreiachsige Fahrzeuge, aufgebaut auf Fahrgestellen der Firma Lohner, zum Einsatz.
Außerdem dienten im Zweiten Weltkrieg O-Busse im Batteriebetrieb als Zugmaschinen für jeweils mehrere Lastwagenanhänger. Diese Betriebsform bot sich durch den kriegsbedingten Treibstoffmangel an und konnte in Salzburg und Klagenfurt beobachtet werden.
Am Erzberg werden seit 2020 Muldenkipper eingesetzt, die streckenweise mittels Oberleitung emissionsfrei betrieben werden können.

### Schweiz
In der Schweiz verkehrten Oberleitungs-Lastkraftwagen zum einen auf der Gleislosen Bahn Gümmenen–Mühleberg (1918–1922) und zum anderen auf der Gleislosen Bahn Freiburg–Farvagny (1911–1932), auf letzterer fand jedoch überwiegend Personenverkehr statt.

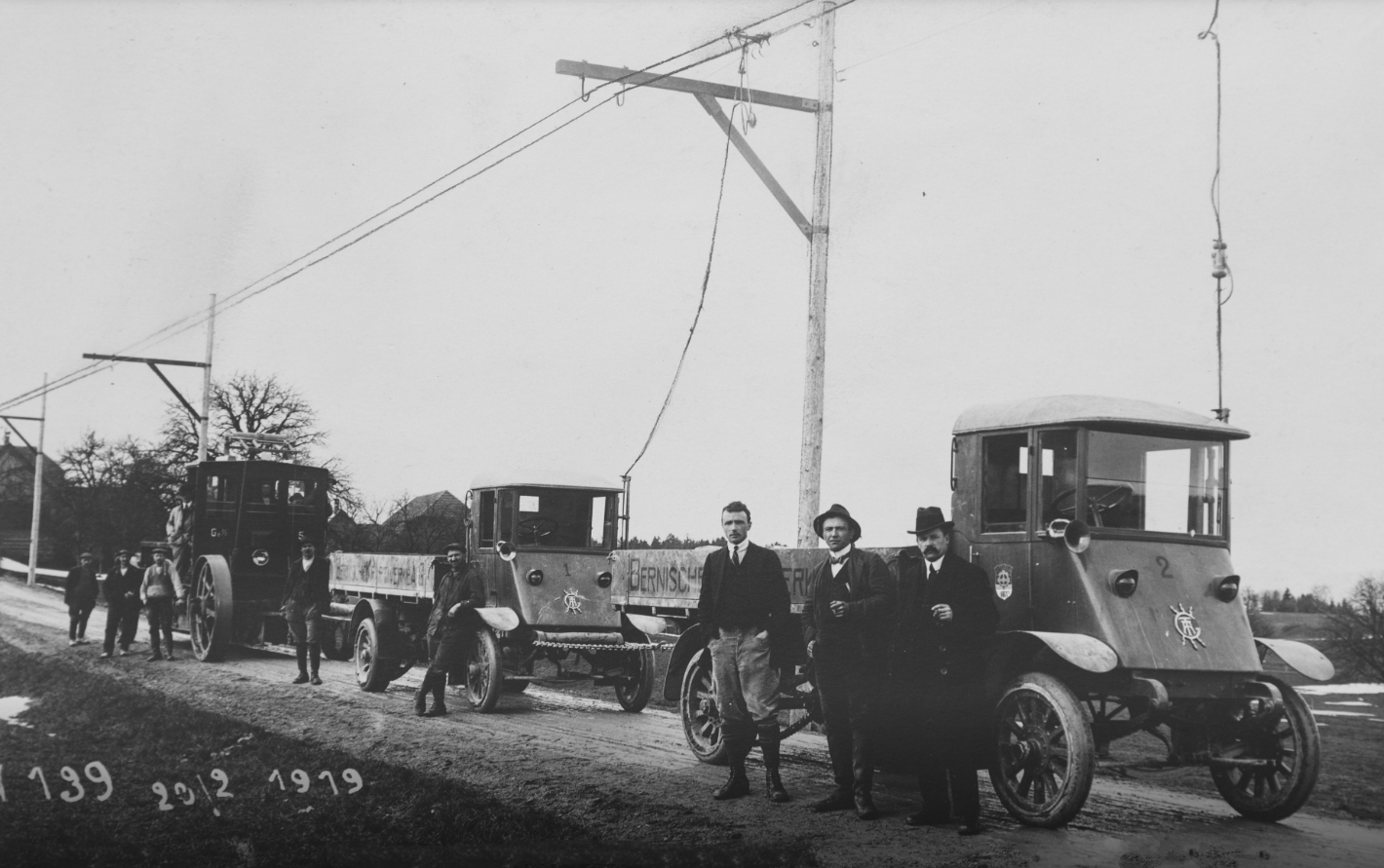
Die beiden LKWs der Gleislosen Bahn Gümmenen–Mühleberg

### Schweden
In Schweden fährt seit Juni 2016 ein Oberleitungs-LKW auf einem zwei Kilometer langen Teilabschnitt der Strecke E16 Gävle – Sandviken und verbindet ein Industriegebiet mit dem Hafen. Als technische Lösung wird hier das eHighway System von Siemens herangezogen und mit zwei umgerüsteten Scania-Lkw für zwei Jahre betrieben. Ziel ist die Erprobung unter Alltagsbedingungen. Der Abschnitt auf der E16 ist eingebunden in ein Programm der schwedischen Verkehrsbehörde Trafikverket, in dem systematisch die Beurteilung verschiedener Elektrifizierungsmöglichkeiten für längere Straßenabschnitte und Netze untersucht werden. Ziel ist die Ermöglichung klimaneutraler Straßentransporte zur Umsetzung der nationalen Dekarbonisierungsstrategie.

### Frankreich
Eine französische Besonderheit war der Treidel-Betrieb mit elektrischen Traktoren entlang dem Rhein-Marne-Kanal. Der elektrifizierte Abschnitt führte von Sarrebourg nach Gondrexange und war circa zwölf Kilometer lang. Die Anlage bestand von 1910 bis 1965.

### Italien
Ab 1905 wurden leichte zweiachsige Trolleybusse der Fabbrica Rotabili Avantreni Motori (FRAM) auf der Linie Pescara-Castellamare betrieben. Von diesen Bussen leitete der Hersteller Oberleitungs-Lastkraftwagen mit 3 Tonnen Nutzlast ab. Wie diese hatten auch die LKW Hinterradantrieb und die Elektrik von FRAM-Cantono. Sie wurden auf der gleichen Strecke eingesetzt.
Im Veltlin kamen beim Bau der beiden Staudämme Lago di San Giacomo und Lago di Cancano Oberleitungs-Lkw zum Einsatz. Auf zwei Strecken (Tirano–Bormio–Boscopiano-Tal, 66 Kilometer, 1940–1950 und Bivio Molina–Digapoli, 14 Kilometer, 1952–1956) transportierten 20 Oberleitungs-Lastkraftwagen und zwei Oberleitungsbusse Güter und Personen zur Baustelle.

### Ehemalige Sowjetunion
Viele Städte in der Sowjetunion benutzten Oberleitungslastkraftwagen. Das Modell MAZ-525 wurde 1954 in Charkiw in der Ukraine zu einem solchen umgebaut. Wegen zahlreicher Probleme wurde das Experiment eingestellt. Weitere Modelle sind heute in zahlreichen Städten Russlands in Dienst. Der KTG-1 dient beispielsweise zur Ausführung von Reparatur- und Wartungsarbeiten städtischer O-Bus-Netze, der KTG-2 dagegen zum Transport von Gütern.

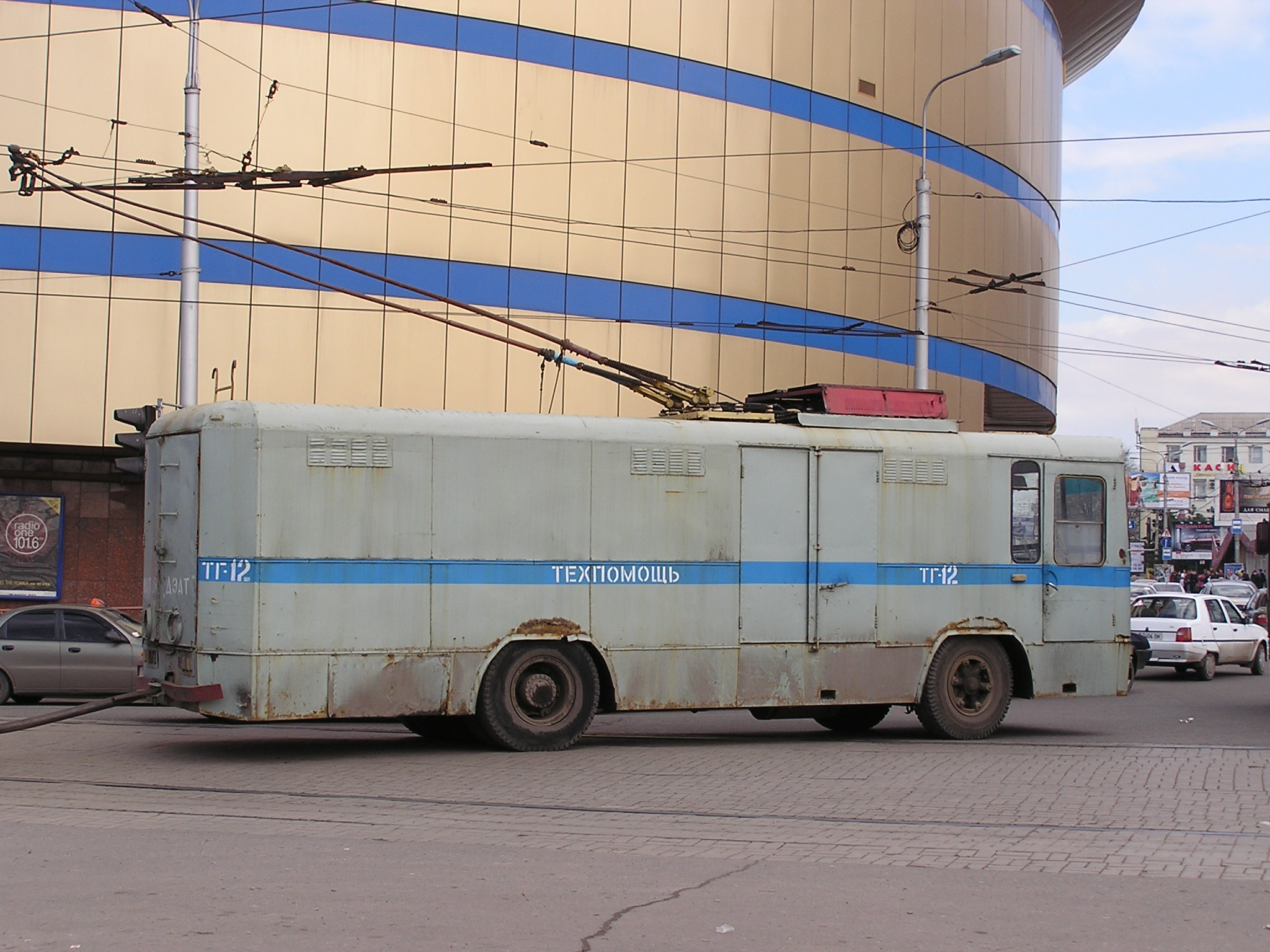
Ein Servicewagen des Typs KTG-1 in Donezk, Ukraine
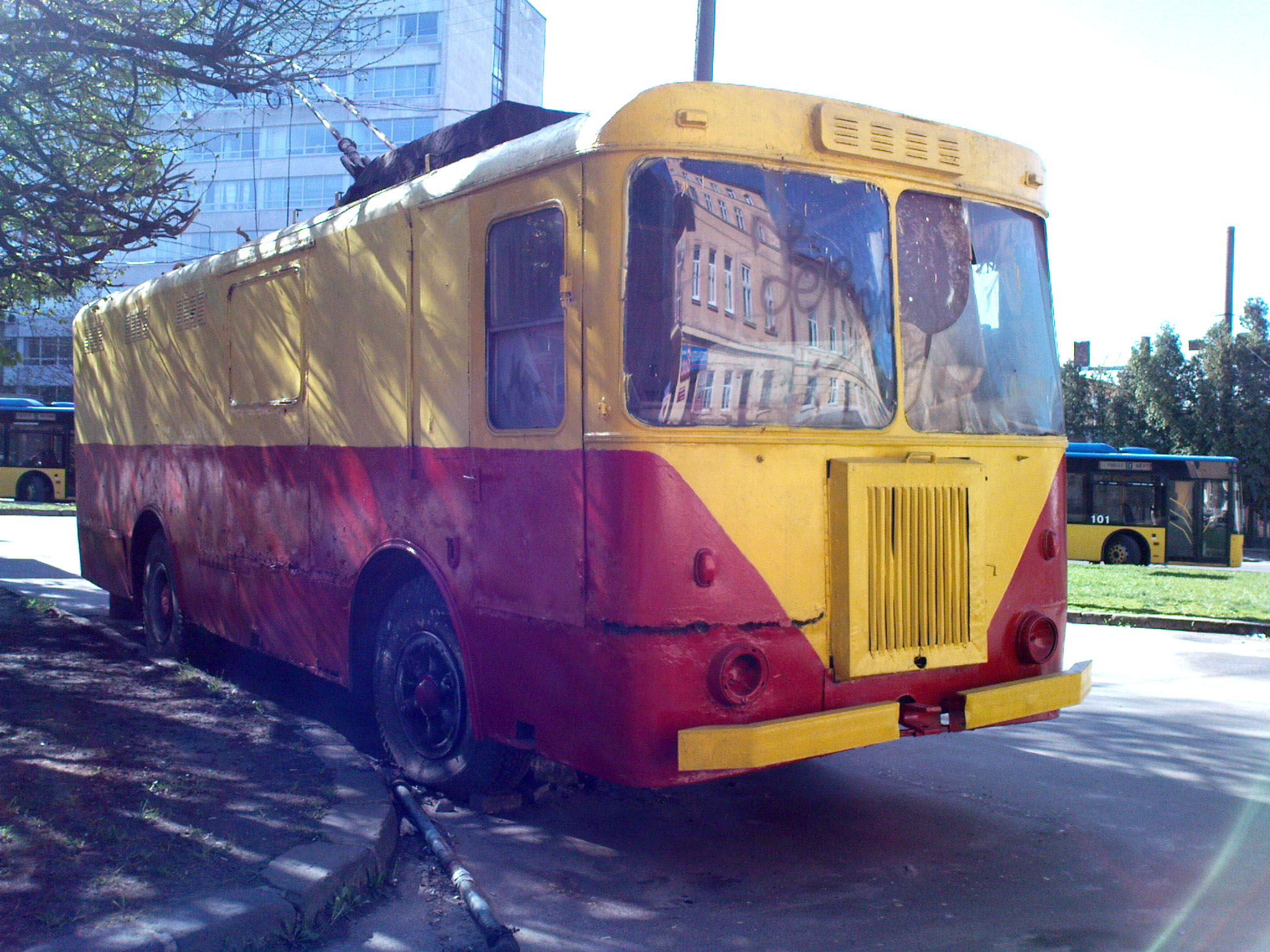
Ein KTG-1 in Lwiw
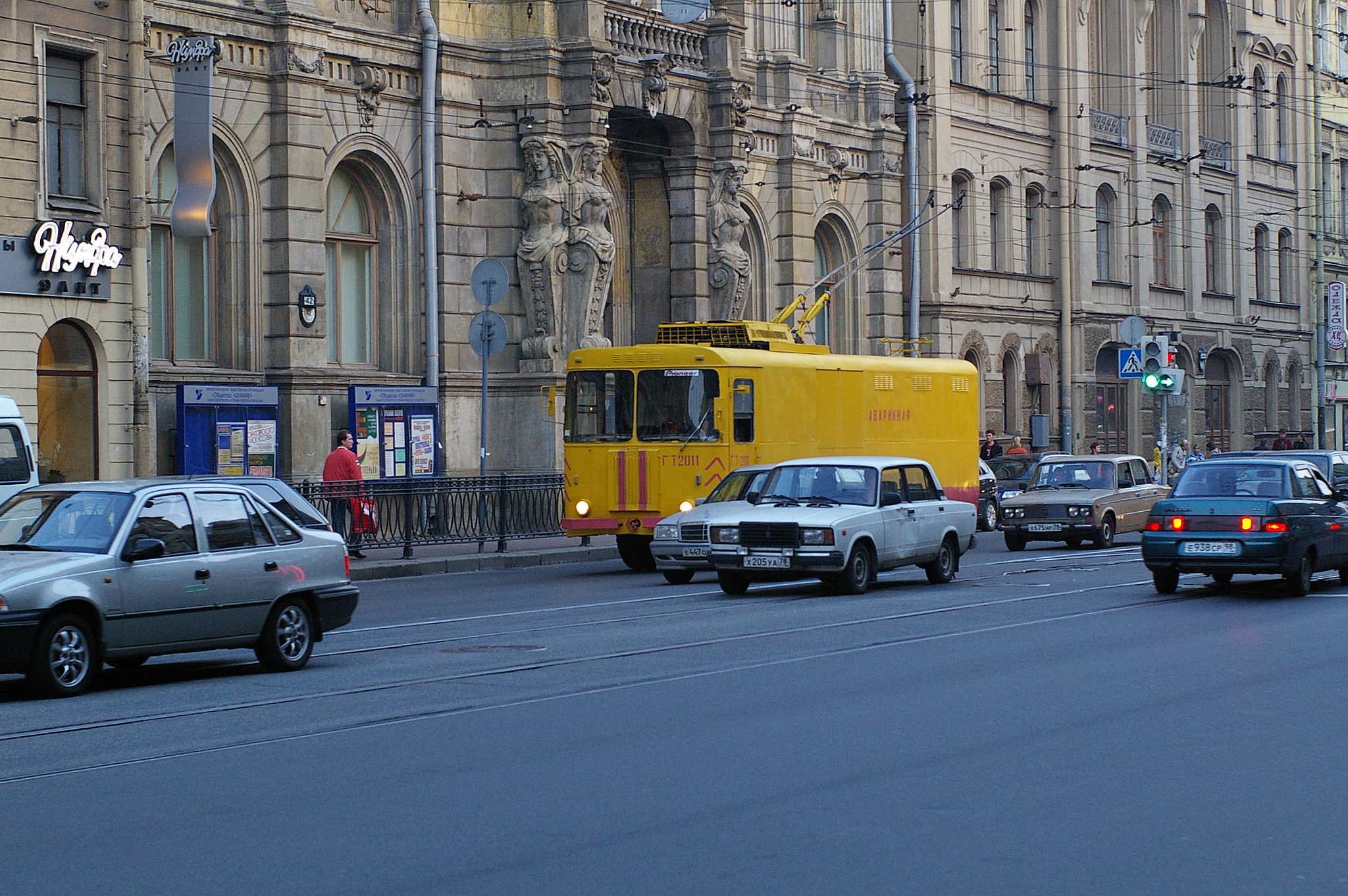
Ein KTG-1 in Sankt Petersburg
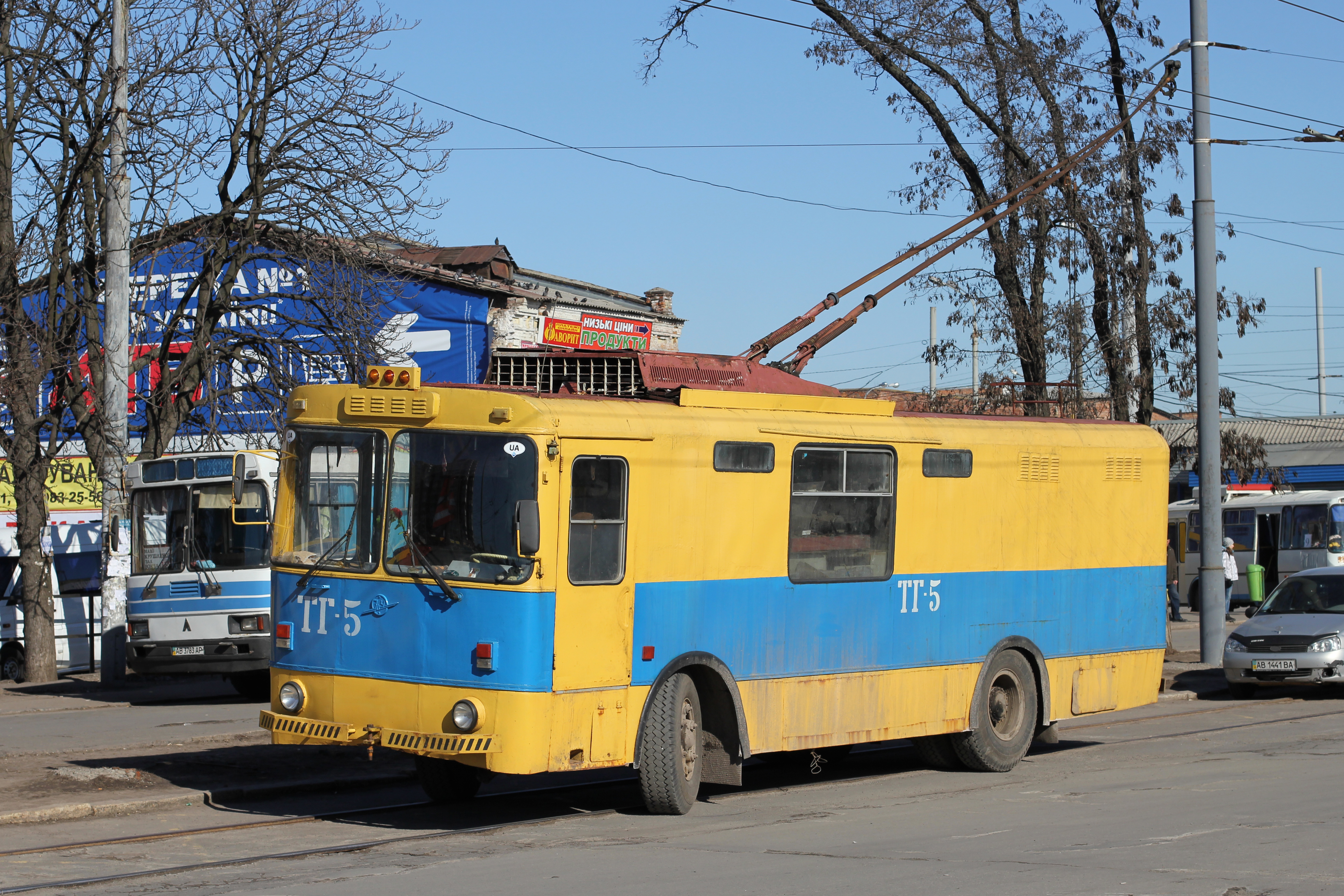
Ein Servicewagen TG-5 in Winnyzja, Ukraine
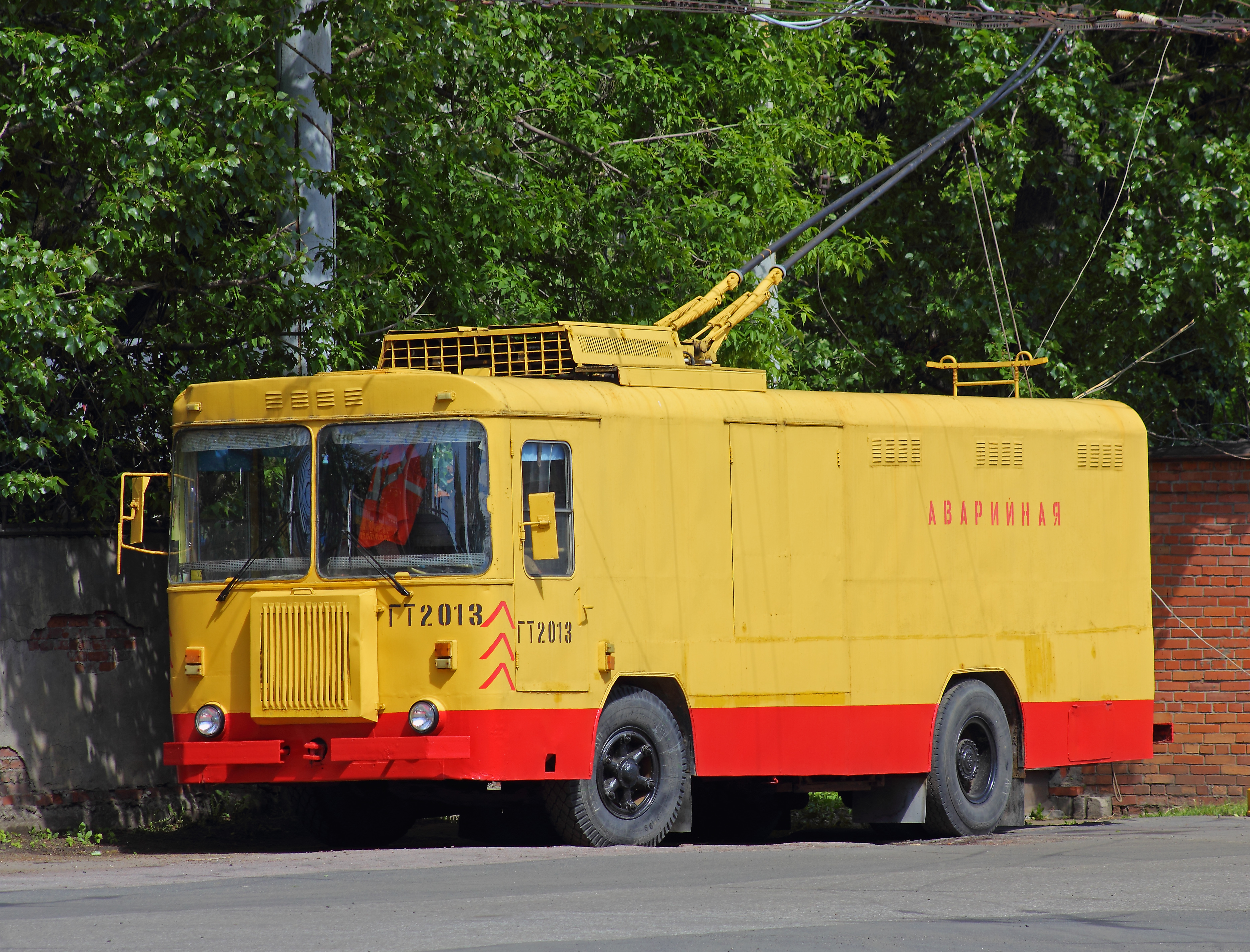
Ein Oberleitungs-Lastkraftwagen des sowjetischen Typs KTG-1 in Sankt Petersburg

### Vereinigte Staaten
2017 wurde auf dem Interstate / 710 Alameda Street in Carson Kalifornien eine Teststrecke eingerichtet.
Hybrid-LKW von TransPower CNG Hybrid, Volvo Diesel Hybrid und BAE/Kenworth CNG Hybrid wurden getestet.

### Weltweit
In Australien, Kanada, DR Kongo (ein Betrieb), Namibia (ein Betrieb), Schweden, Südafrika (zwei Betriebe) und weiteren Ländern kommen Oberleitungs-Lastkraftwagen heute als Muldenkipper in Bergbaubetrieben zum Einsatz. Diese Schwerkraftwagen können durch ihre Antriebsweise und Bauart (Räder mit sehr großem Durchmesser) große Mengen und Gewichte auch in unwegsamem Gelände transportieren. Sie erreichen Einsatzgewichte bis zu 600 Tonnen und können Nutzlasten bis zu 360 Tonnen befördern. Oft werden diese Fahrzeuge zum Transport von der Abbaustelle zu Förderanlagen oder Brechern benutzt.

## Aktuelle Konzepte und Planungen in Deutschland

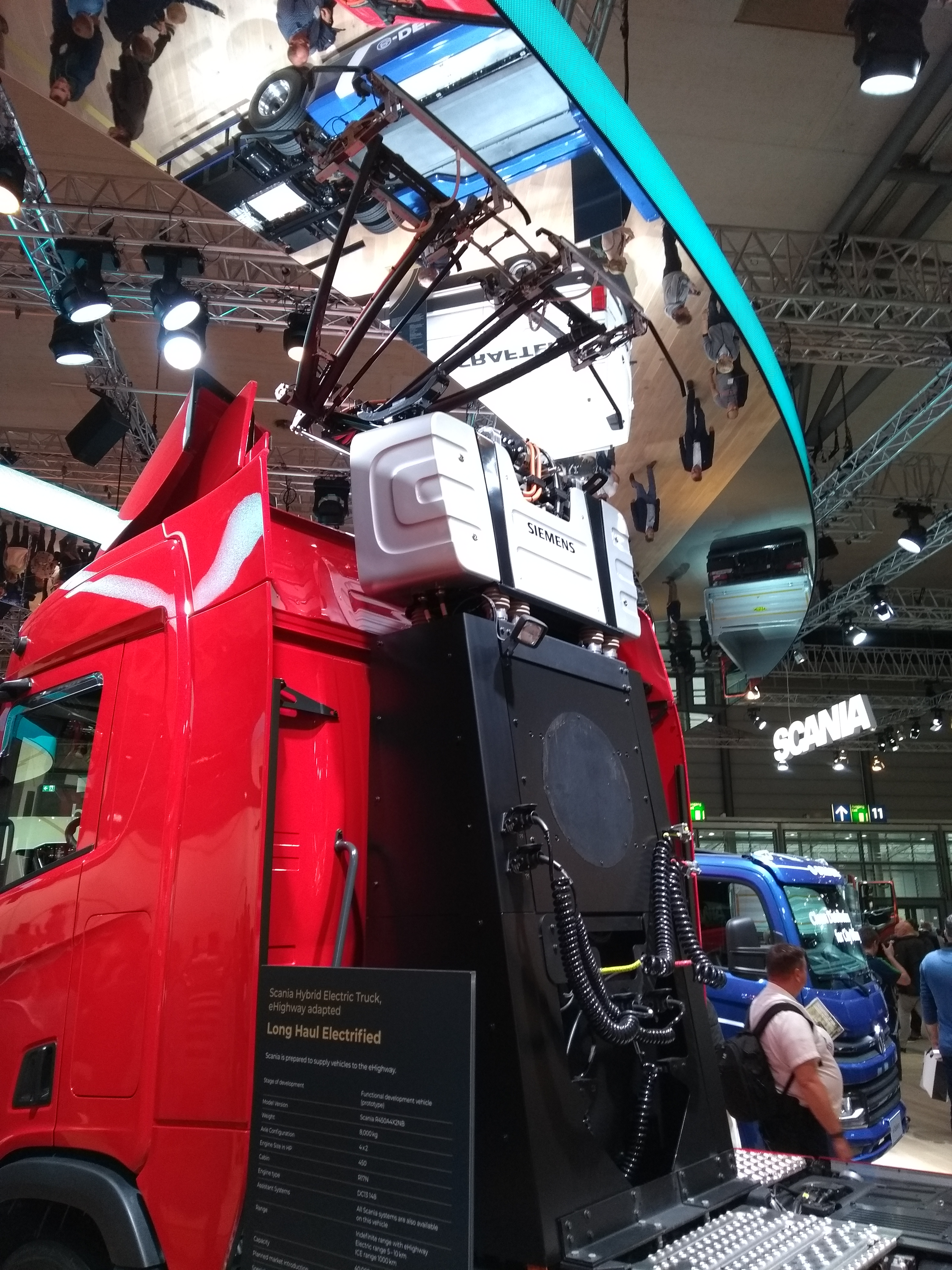
eHighway: Stromabnehmer an einem Scania Hybrid Truck

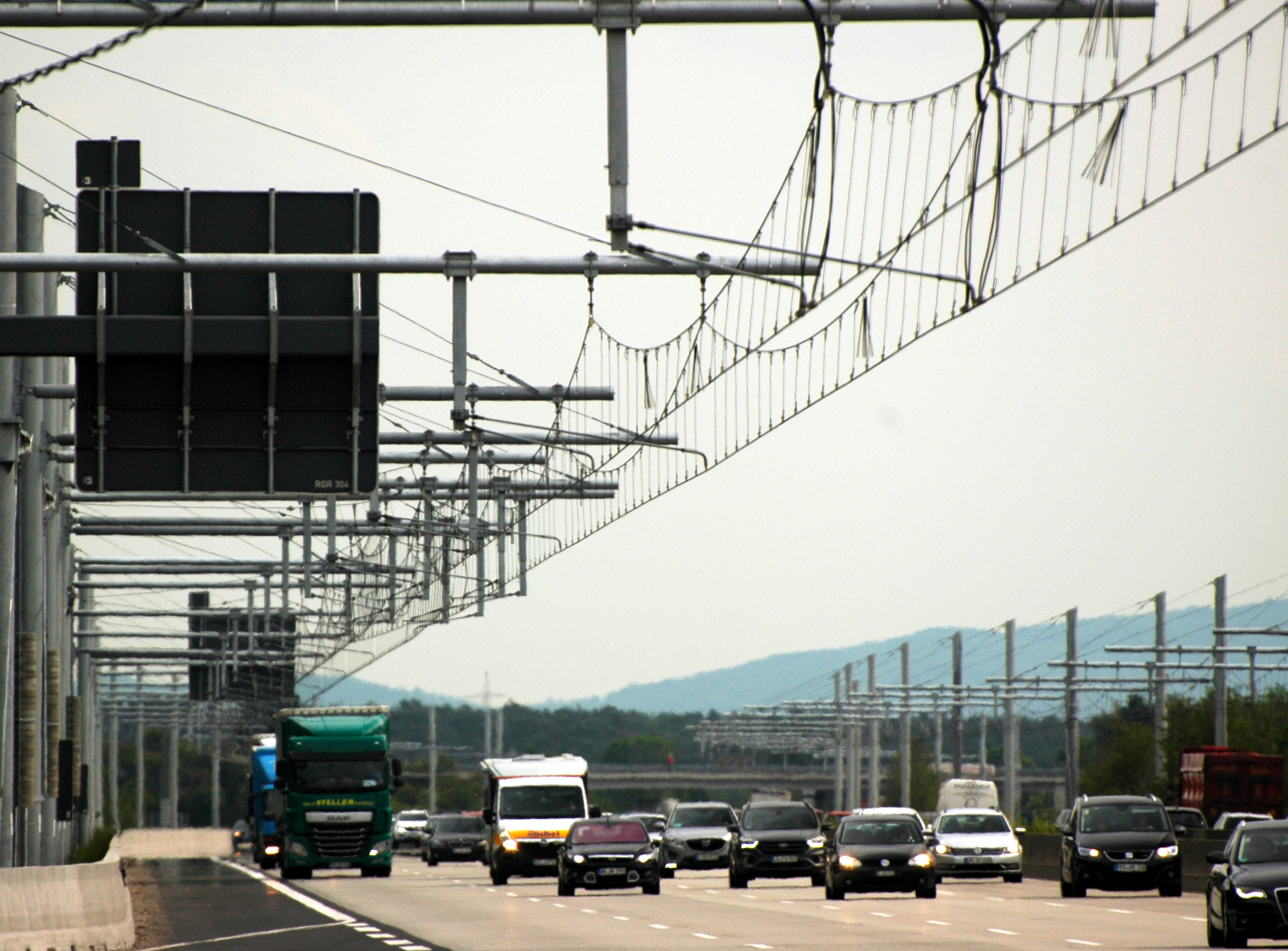
Teststrecke auf der A5 zwischen Frankfurt und Weiterstadt

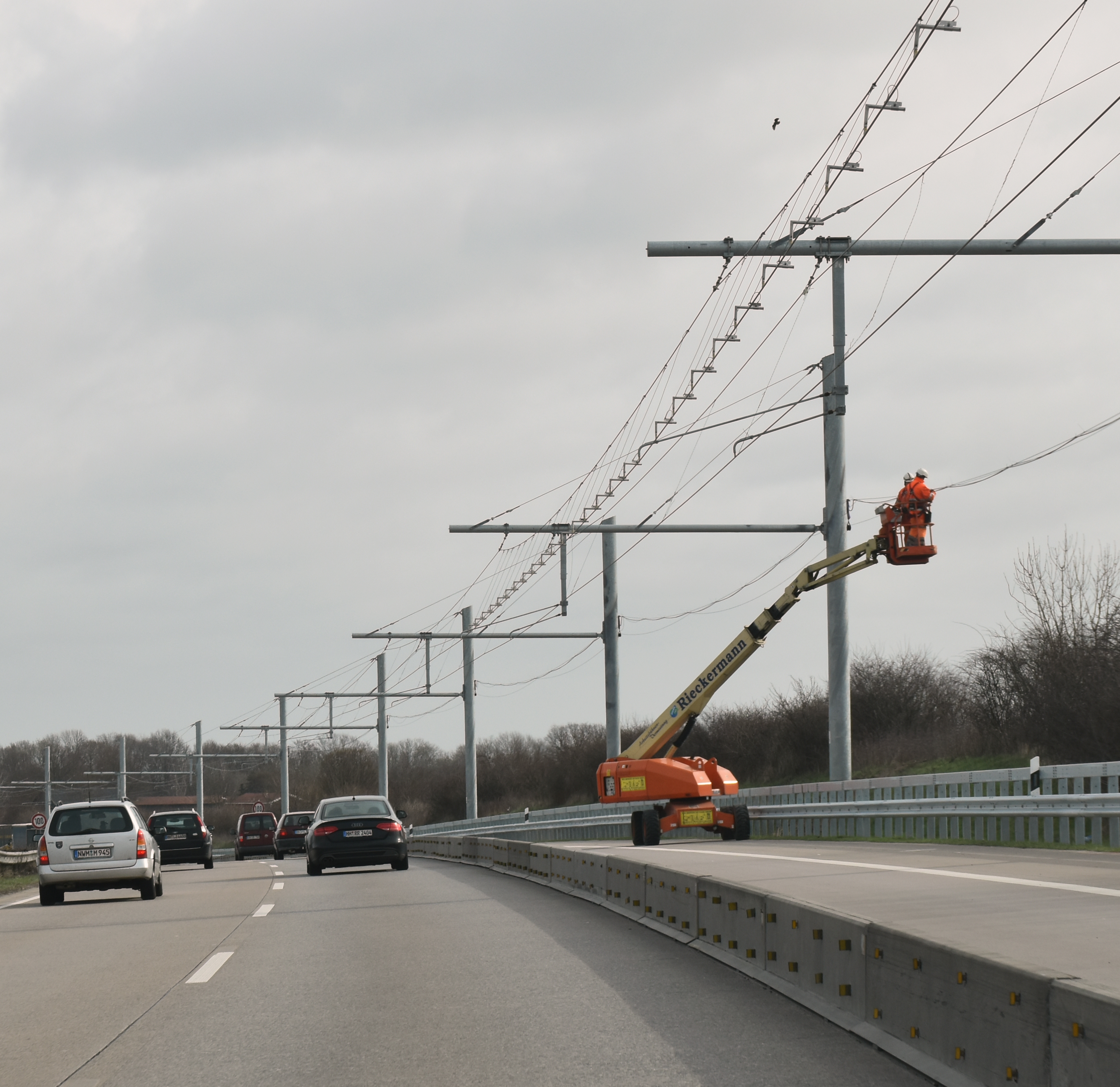
eHighway auf der A1 bei Lübeck im Bau, März 2019

### KonzepteHighwayvon Siemens
Siemens zeigte auf dem 26. Electric Vehicle Symposium in Los Angeles im Mai 2012 ein mit moderner Technik umgesetztes Konzept für den Elektrobetrieb von Lkw. Die Tests für das als eHighway bezeichnete System finden mit mehreren umgerüsteten Lkw, u. a. von Scania, Volvo und Daimler, auf dem ehemaligen Flugplatz Templin/Groß Dölln in der Nähe von Berlin statt.
Das Konzept sieht vor, die Lkw als Hybridsysteme auszuführen. Der Antrieb soll dabei stets elektrisch stattfinden. Der notwendige Strom wird von einer Oberleitung bezogen oder, falls eine solche nicht zur Verfügung steht, aus einer Batterie, die während der Fahrt an der Oberleitung geladen wird. Ist keine Oberleitung verfügbar und die Batterie entladen, wird der benötigte Strom von einem Dieselmotor im Fahrzeug erzeugt. Damit kann auf den Einsatz von aufwändigen Stromspeichern in Form von großen Batterien, die sich negativ auf das für Fracht zur Verfügung stehende Gesamtgewicht der Fahrzeuge auswirken, verzichtet werden. Gleichzeitig ermöglichen die kleineren Batterien einen weitestgehend emissionsfreien Gütertransport in städtischen Gebieten.
Das Antriebskonzept ist modular aufgebaut, sodass für den Betrieb außerhalb elektrifizierter Streckenabschnitte Verbrennungskraftmaschinen (einschließlich CNG/LNG), Energiespeicher wie Batterien oder Kondensatoren und mittelfristig auch Kombinationen mit Brennstoffzellensystemen möglich sind. Maßgeblich für die jeweilige Systemkonfiguration sind die betrieblichen Anforderungen an Fahrzeug und den Ladungsträger (z. B. den Auflieger), die sich aus dem Betriebsprogramm und den logistischen Abläufen ergeben.

### Beitrag zum Erreichen der Klimaschutzziele
Zur Umsetzung der völkerrechtlich verbindlich vereinbarten Klimaschutzziele (COP21) müssen auch im Straßengüterverkehr erhebliche Anstrengungen unternommen werden, um bis 2050 eine CO2-Reduktion um 95 % ggü. dem Bezugsjahr 1990 zu erzielen. Dazu wurden u. a. durch das Umweltbundesamt umfangreiche Studien zum Vergleich verschiedener Technologien durchgeführt, die den direkten elektrischen Energieeinsatz wirtschaftlich und ökologisch gegenüber dem Einsatz synthetisierter Kraftstoffe deutlich favorisieren. Der E-Highway ermöglicht durch die direkte Stromabnahme einen Wirkungsgrad von über 80 Prozent. Bremsende und beschleunigende Lastwagen können die Energie untereinander über die Fahrleitung austauschen – beispielsweise auf Gefälle- und Steigungsabschnitten.
Am 4. Juni 2012 schlug zudem der Sachverständigenrat für Umweltfragen (Umweltrat) der Bundesregierung in seinem Umweltgutachten 2012 die Prüfung der Einführung eines Oberleitungssystems und dessen Test in Demonstrationprojekten vor, um das ungelöste Batterieproblem und die begrenzte Verfügbarkeit von Biokraftstoffen aus nachhaltigem Anbau zu umgehen. Der Umweltrat bezeichnete in seinem Gutachten „oberleitungsgeführte Systeme für Lkw“ als interessante Option. Das Umweltbundesamt bezeichnet in seiner Studie Klimaschutzbeitrag des Verkehrs bis 2050 die Oberleitungs-Hybrid-Lkw (OH-Lkw) als Teil einer Energiewende im Güterverkehr.

### Teststrecken
In Deutschland wurden ab 2012 mehrere Teststrecken für Oberleitungs-Lkw-Verkehr errichtet. Kritisiert wird, dass die Versuchsstrecken zu kurz seien, um zum Beispiel eine echte Fahrtauglichkeit nachzuweisen.

#### Brandenburg
2012 wurde im Rahmen des ENUBA-Projektes in Brandenburg in Groß Dölln auf der Landebahn des ehemaligen Militärflugplatzes vom öffentlichen Verkehr getrennt eine erste 2,1 Kilometer lange Versuchsstrecke eingerichtet.

#### Hessen (ELISA)
Im Jahr 2018 wurde in Hessen ELISA („Elektrifizierter, innovativer Schwerverkehr auf Autobahnen“) erstellt, die erste Teststrecke auf einer öffentlichen Straße. Dazu wurde ein knapp sechs Kilometer langer Abschnitt der A 5 zwischen Weiterstadt und dem Flughafen Frankfurt beidseitig ausgebaut. Der Pilot-Betrieb begann am 7. Mai 2019. Von Ende 2022 bis August 2023 wurde die Strecke in südlicher Richtung um weitere sieben Kilometer verlängert.
Ende 2024 endete der Probebetrieb und die Strecke wurde stillgelegt. Die Daten sollen bis Mitte 2025 evaluiert sein.

#### Schleswig-Holstein
Eine zweite rund fünf Kilometer lange Teststrecke, welche der Bund mit 14 Millionen Euro förderte, wurde auf der A 1 zwischen Lübeck und Reinfeld eingerichtet. Die Lkw sollen dort ausschließlich elektrisch betrieben werden. Für Teilstrecken ohne Oberleitung haben sie u. a. eine Batterie oder einen Hybridantrieb. Der Pilot-Betrieb begann hier am 1. Juni 2019. Im Juni 2024 wurde bekannt, dass die zum Jahresende 2024 auslaufende Förderung für das Projekt vom Bund nicht verlängert wird und die Teststrecke abgebaut werden soll.

#### Baden-Württemberg
Am 28. Juni 2021 ist eine dritte Teststrecke in Baden-Württemberg an der Bundesstraße 462 im Abschnitt zwischen Kuppenheim und Gernsbach-Obertsrot durch das Murgtal eröffnet worden. Die Strecke läuft unter dem Namen „eWayBW“. Diese Strecke dient der Erprobung des Konzepts als Güterpendelstrecke an einem Standortcluster der Papierindustrie.
Auf einer Länge von 18 Kilometern sind zwei jeweils vier Kilometer lange Abschnitte beidseitig elektrifiziert. Die Abschnitte wurden gewählt, da es dort Ortsdurchfahrten, Kreuzungen, Tunnel und erhebliche Steigungen gibt. Das Projekt kann wegen dieser besonderen Umstände daher gut als europäisches Beispiel genutzt werden, so wird eine deutliche Lärmminderung der 120 täglich durchfahrenden LKWs in den Dörfern erwartet und eine geringere Schadstoffemission. Die wissenschaftliche Begleitung überprüft besonders die ökologischen Aspekte, die Wirtschaftlichkeit, die Straßenplanung und das Bevölkerungs-Feedback. Ebenso hat schon ein europäischer Austausch stattgefunden, in dem Ungarn und Österreich Interesse an dem Projekt äußerten, da sie dieselben Infrastrukturprobleme teilen wie diese Teststrecke in Baden-Württemberg.
Im Dezember 2021 kam es zu einem Ausfall der Teststrecke, da sich auf den Isolatoren aufgewirbeltes Streusalz abgesetzt hatte. Das Projekt sollte ursprünglich im Sommer 2024 abgeschlossen werden, wurde jedoch auf Bitten der Daimler Truck AG bis Ende 2024 verlängert. Aktuell erfolgt der Rückbau.

#### Kritik und Bewertung
Der Bund der Steuerzahler bezeichnete im Mai 2019 die Teststrecken als „Verschwendung öffentlicher Mittel“.
In einem Zwischenbericht vom März 2022 bewertete die TU Darmstadt die Technologie als bislang erfolgversprechend.
Die Autobahn GmbH beschrieb die Technik im Februar 2023 als „einsatzreif“. Die technische Machbarkeit sowie die Alltagstauglichkeit der betrieblichen Prozesse seien im bisher laufenden mehrjährigen Pilotbetrieb bestätigt worden.
Die Tagesschau kritisierte die Technik im August 2023. Der Hessische Rundfunk habe bei Behörden Akten angefordert, ausgewertet und Erkundigungen eingeholt. Darin werde deutlich, dass es absehbare Anfangsprobleme gegeben habe, überraschende Schwierigkeiten und dauerhaft technische Probleme. Der wirtschaftliche Nutzen sei unklar. Eine Studie des Ökoinstituts und anderer Forscher zu den Versuchen habe ergeben, dass der Betrieb von Oberleitungslastern noch jahrelang teurer sei als der von Diesellaster; die Kosten würden aber bei einem Ausbau auf 4000 km Strecke unter die von Diesellastern sinken. Das Interesse von Lastwagenproduzenten an den Versuchen sei gering.
Der im September 2023 veröffentlichte Abschlussbericht zur Begleitforschung sieht klare Vorteile sowohl von batteriebetriebenen, als auch von Oberleitungs-LKW gegenüber der Brennstoffzellen-Technik. Da lediglich Scania und DAF die Oberleitungs-Technik unterstützen, während Daimler sich kritisch zeigt, sieht die Studie einen Bedarf für ein klares Signal der Bundesregierung, wenn die Oberleitungs-Technik eine Zukunft haben soll.